# Vengeance
Vengeance (en español: Venganza) es un personaje ficticio que aparece en los cómics estadounidenses publicados por Marvel Comics. Inicialmente se presentó como un antagonista para el Ghost Rider. El teniente Michael Badilino fue la primera persona conocida en ser anfitrión, ahora la entidad está vinculada al Diputado Kowalski.
Desde su debut ha asumido el papel de villano, héroe y antihéroe. La mayoría de las veces la venganza ha sido una película antiheroica para Ghost Rider. Al igual que Ghost Rider, Vengeance es un Espíritu de venganza, una entidad enviada desde el cielo para castigar a los pecadores. Es uno de los últimos Espíritus de la Venganza en existencia. La venganza prefiere usar el castigo corporal en los pecadores humanos donde Ghost Rider adopta un enfoque más pacifista. Son estos diferentes modus operandi los que usualmente los ponen en conflicto.

## Biografía

### Teniente Michael Badinilo
Cuando el fuego infernal de Zarathos (la fuente de las místicas llamas que rodean los huesos tanto de Vengeance como de Ghost Rider) causó un grave daño psicológico a un oficial de policía llamado Badinilo, causó que este matara a su esposa, a su hija y luego se suicide, dejando solo a su joven hijo, Michael Badinilo, con vida. Con la muerte de su hermana, Michael heredó ambos cuartos del "Medallón del Poder" que había sido confiado a su familia hace milenios por la Sangre. Cuando tuvo veinte, Michael se unió a las Fuerzas Especiales del Ejército pero tras la "muerte" de Anton Hellgate la abandonó para unirse a la fuerza policial de la ciudad de Nueva York. Finalmente, Badinilo fue promovido a Teniente.
Cuando Daniel Ketch se convirtió en el nuevo Ghost Rider, Michael Badinilo creyó que este era el mismo demonio que destruyó a su familia. Lideró una fuerza especial para destruir a Ghost Rider, pero falló en repetidas ocasiones. Frustrado, buscó la ayuda de Mephisto, cambiando su alma por el poder para destruir a Ghost Rider. Mephisto cierra el trato, pero lo que Badinilo no sabía era que el poder era la parte inactiva del fragmento del Medallón de Poder (una de los cuatro fragmentos) y que solo podía ser despertado por acción de Mephisto.
En su forma superhumana, Badinilo es llamado Vengeance, y originalmente intentó matar a Ghost Rider, creyendo que él era Zarathos. Por esos tiempos también se vio envuelto en un demoníaco ataque al Carnaval Quentin, una batalla que dejó a muchas personas inocentes muertas.
Finalmente, Vengeance paso al bando bueno cuando Ghost Rider demostró no ser el demonio Zarathos, el único y verdadero responsable del odio de Badinilo. Esto fue alentado cuando tres entidades demoníacas, hijos de la semi-diosa Lilith, atacaron el distrito policial de Badinilo. Congelado y con indecisión, Badinilo ve a un chico en peligro a punto de ser asesinado por Blackout. Entonces se transforma y salva al niño. De ese modo, como parte de un plan para combatir las fuerzas de Lilith (y en el camino, proteger a los inocentes), Vengeance hace equipo con los Nightstalkers, ambos Ghost Riders, Victoria Montesi y otros héroes.
Vengeance también toma el rol de Ghost Rider e incluso se refiere a sí mismo semi-seriamente con ese nombre cuando confronta a Spider-Man. Esto es apenas antes de la aparente muerte de Ghost Rider en la batalla con Zarathos y sus acólitos, Los Caídos.
Vengeance se vio envuelto con Venom (Eddie Brock) cuando este se estaba enredando con unos vagabundos de California. Muchos de los vagabundos habían sido tomados de rehenes por un grupo de mercenarios llamados "Stalkers". Los mercenarios se habían fusionado con una antigua tecnología alienígena, y pronto fueron vencidos por el deseo alienígena de cazar por deporte. Con el fin de salvar a dos de los rehenes (los otros fueron liberados para facilitar el desarrollo del deporte), Vengeance y Venom fueron forzados a pasar por un portal tecnológicamente creado; programado para elegir un lugar al azar en la Tierra.
Ambos terminaron en una jungla en Sudamérica. Vengeance invocó su motocicleta mística, pero ya que estaban tan lejos de donde deberían estar, le iba a tomar su tiempo llegar hasta ellos. Ambos cooperaron, usando trucos y trabajo en equipo para destruir a todos los alienígenas menos a uno. Una desafortunada banda de contrabandistas de drogas quedó atrapada en el fuego cruzado donde seguramente murieron, pero ni a Venom y a Vengeance le importó realmente. La motocicleta finalmente llegó y ambos se encaminaron hacia Norteamérica para rescatar a los rehenes, a quienes habían liberado temporalmente por otros medios, solo para meterse en más problemas.
Tras el regreso de Ghost Rider, Vengeance abandona Nueva York y se reincorpora a un grupo especial de trabajo gubernamental. Una de sus primeras misiones es detener a un grupo de terroristas y rescatar a sus rehenes. Badilino descubre que todos los rehenes están muertos. Badilino se transforma en venganza y sufre un quiebre mental, y se propone matar a cualquiera que haya cometido el pecado más pequeño. Las acciones de Vengeance son llevadas a la atención de Ghost Rider y Blaze e inmediatamente se dispusieron a mostrarle a Vengeance el error de sus caminos o a destruirlo. Badilino, sin embargo, al darse cuenta de que su alter ego Vengeance está fuera de control, se mata a sí mismo, junto con el villano Hellgate, provocando una explosión masiva a través de su fuego del infierno.
El suicidio de Badilino significó que fue condenado al infierno por toda la eternidad, donde su castigo es el aguijón eterno de los escorpiones. Vengeance es descubierta más tarde por Daniel Ketch y Naomi Kale en el infierno. Después de ser liberado, Vengeance reaparece en los últimos cuatro números de Ghost Rider, donde participa en los planes de Blackheart de matar a Noble Kale. Él ayuda al Ghost Rider en la batalla subsiguiente, lo que resulta en la destrucción de Blackheart. Noble Kale, ahora el nuevo gobernante del infierno, luego le pide a Vengeance que lo ayude a gobernarlo.
En algún momento, Badilino logró separarse de la entidad de Vengeance y regresó a la Tierra con vida. Después de ocupar el puesto de Espíritu de Venganza, se convirtió en coleccionista de artefactos vinculados a Ghost Riders y logró reclamar la escopeta de fuego del infierno de Blaze, que vendió a un expolicía llamado Kowalski. Badilino afirma haberlo obtenido de la barraca quemada del Cuidador, donde ni siquiera estaba chamuscado. Afirma que cualquier persona que tenga una conexión con el Ghost Rider puede usar el arma. Luego es testigo de que Kowalski destruye accidentalmente una pared cuando aprieta el gatillo.

### Diputado Kowalski
El oficial Kowalski era un policía normal en una ciudad pequeña hasta que Ghost Rider cabalgó en un día. Fue entonces cuando el mundo de Kowalski se puso al revés. Fue secuestrado por un caníbal local que le cortó la mano. Se producirían eventos que llevaron a Kowalski a escapar y desarrollar una ira contra el Jinete Fantasma. Su atención fue llevada a la escopeta del fuego del infierno en posesión de Badilino. Después de comprar el arma, y descubriendo para sorpresa de Badilino que funcionará para Kowalski, Kowalski fue reclutado por agentes de Zadkiel y le dijo que esperara en medio del desierto al Ghost Rider. Johnny Blaze (como Ghost Rider) llegó para perseguir a Danny Ketch (como una nueva encarnación de Ghost Rider). Kowalski consiguió disparar a Blaze. Aunque fue un pequeño contratiempo, Blaze reanudó su búsqueda de Ketch. A la izquierda en el desierto, Kowalski pronto se vio transformado en la nueva Vengeance, luciendo llamas verdes y un gancho para su mano derecha, luego de que Ketch devolvió los poderes de los Espíritus de la Venganza a la Tierra.
Con una sed de venganza, Kowalski, como Vengeance, fue reclutado por Blackout como miembro del escuadrón de venganza de Ghad Rider de Zadkiel. Kowalski se asoció con El Orbe y debía impedir que Blaze y Ketch llegaran a un monasterio que contenía una puerta de entrada al cielo. Kowalski fue derrotado fácilmente por ambos Ghost Riders y fue dejado como mascota con la Madre Superiora del monasterio.
Vengeance fue liberada más tarde por el Consejo de la Sombra y se une a su encarnación de los Maestros del Mal.

## Poderes y apariencia
Al ser un espíritu de venganza, posee exactamente los mismos poderes que Ghost Rider. Se caracterizó porque su cráneo era de color morado oscuro y múltiples espigas sobresalían de su esqueleto. Puede quitar algunas de estas puntas, junto con las de sus guantes y su abrigo, y usarlas como armas. Tiene una apariencia ligeramente diferente en el videojuego Ghost Rider. Su cráneo ya no es de color púrpura, pero aún conserva las espinas que sobresalen. Él tiene una mirada más demoníaca con su caja torácica saliendo de su pecho. Su ciclo es ligeramente diferente, ya que tiene un cráneo de cabeza de dragón en lugar de un cráneo normal. Mientras que él también usa una cadena como Ghost Rider para usar como un lazo, flail o látigo, su cadena está hecha de hueso.
Los poderes de Vengeance provienen de un fragmento del "Medallón de Poder" que ha estado vinculado a él desde su nacimiento.

## Otras versiones

### Ultimate Marvel
Ultimate Comics: Avengers presentó a Robert "Bobby" M. Blackthorne, el líder de un feroz culto al motociclista que asesinó a los Blazes, John y Roxanne, hace 20 años en un viaje de cross country. Bobby es en realidad ahora el vicepresidente de los Estados Unidos. Al escuchar que el Ghost Rider viene a cobrar, hace un trato con el diablo para convertirse en Vengeance. Más tarde es derrotado por el Ghost Rider y asesinado por Punisher.

## En otros medios

### Juguetes
- Se creó una figura de acción Vengeance de Hasbro en la línea de juguetes de Ghost Rider.
- Una figura de acción Vengeance de ToyBiz también aparece como parte de la serie Marvel Legends Legendary Riders completa con motocicleta.

### Videojuegos
- Vengeance aparece como un 'atuendo alternativo' para Ghost Rider en Marvel: Ultimate Alliance.
- Vengeance aparece como un jefe en el videojuego Ghost Rider (basado en la película de 2007) con la voz de Steve Blum. Se convierte en un personaje jugable una vez que el juego es superado en el modo Fácil para la PS2. En la versión PSP, se puede desbloquear ganando todas las calaveras en el modo Historia y el modo Desafío.[8] Cuando intenta matar a Roxanne Simpson, es asesinado por Ghost Rider.